# 움알쿠와인 토후국

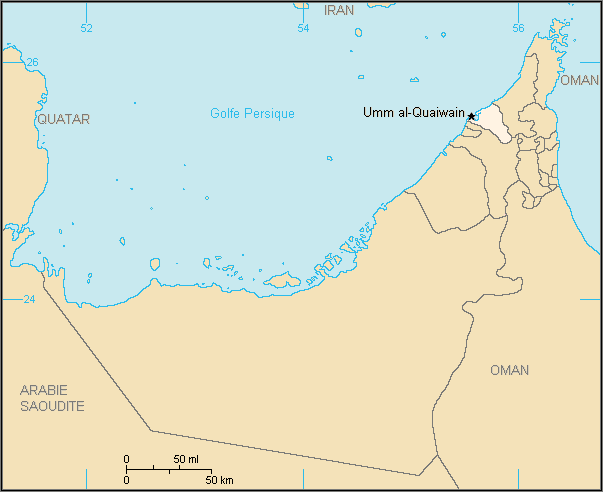
움알쿠와인 토후국의 위치를 나타내는 아랍에미리트 지도

움알쿠와인 토후국(아랍어: أمّ القيوين)은 아랍에미리트를 구성하는 7개의 토후국 중 하나이며 면적은 777km2이다. 주요 산업은 어업과 야자 열매 생산이며 석유는 생산되지 않는다. 최근에는 세계 최대 수상 공원인 드림랜드 아쿠아파크(Dreamland Aquapark)가 관광객을 끌어들이고 있다. 아름다운 해변이 길게 뻗어 있고 곳곳에서 승마를 즐길 수 있다.
수도는 움알쿠와인으로 너비 1킬로비터, 길이 5킬로미터의 거대한 수로가 삼면에서 감싸고 있는 지형이다. 통치자 관저를 비롯해 행정, 상업 시설이 중심 도시에 밀집해 있다.

토후국의 기
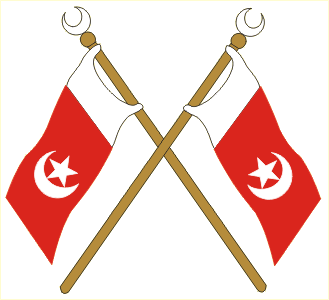
토후국의 문장

## 같이 보기
- 휴전 오만